# La Esperanza (Tacna)
La esperanza es una localidad peruana, capital del distrito de Alto de la Alianza, perteneciente a la provincia y departamento de Tacna, al sur del Perú. En el 2017 tenía una población de 32 899 habitantes según el INEI.